# Тьорнхаут
Тьорнхаут (на нидерландски: Turnhout) е град със статут на окръжен център в северната част на Белгия, в провинция Антверпен, недалеч от границата с Нидерландия. Към 1 януари 2007 градът има 39 863 жители.

## История
Тьорнхаут е създаден като замък на брабантските херцози през XII век. Между 1209 и 1213 брабантския херцог Хендрик I дал на селището градски права. Тьорнхаут играе важна роля в Белгийската революция, особено в Десетдневната кампания.

## Транспорт
В Тьорнхаут се намира железопътна гара, намираща се на железницата, започваща от Антверпен.

## Известни личности
Родени в Тьорнхаут
- Паул Янсен (1926-2003), фармаколог и предприемач

## Побратимени градове
- Хамелбург, Германия
- Гьодьольо, Унгария
- Ханчунг, Китай